# Ю
Ю, ю (название — ю) — буква большинства славянских кириллических алфавитов (29-я в болгарском, 31-я в белорусском, 32-я в русском и украинском; из сербского исключена в середине XIX века, в македонский, построенный по образцу нового сербского, не вводилась). Используется также в письменностях некоторых неславянских языков. В кириллице обычно считается 33-й по порядку (), в глаголице по счёту 34-я (). Числового значения не имеет. Название в славянской азбуке совпадает с современным — «ю». Происхождение кириллической буквы — глаголическая буква (); для глаголической формы общепринятой теории нет.
Начертание в кириллице происходит от глаголической буквы ⱓ. Оно имело немного вариантов, в основном различавшихся положением соединительной черточки (она могла быть посредине, как в нынешних шрифтах, либо сверху, а также наклонной). Использовались варианты и с разной величиной элементов буквы: нечто вроде ГО с соединением по верхнему краю o, обычно такая форма говорит о северном происхождении рукописи. Эта форма иногда проникала и в печатные шрифты — например, в издания Франциска Скорины.
В старорусской скорописи левый штрих порой вырождался во что-то вроде с-образного штриха над буквой о, таким образом буква приобретала вид греческой дельты δ. В старославянских памятниках XII—XV веков встречается ещё один вариант буквы — «оборотное Ю» с тем же значением.
В начале слов, после гласных и разделительных знаков соответствует паре звуков /јu/, после согласных — их смягчение (если это возможно) и звук /u/. После согласных, впрочем, в русском письме ставится не вполне свободно, если не считать заимствований. После б, п, в, ф, м почти всегда требуется отделение мягким знаком (бью, пью, вью) или буквой л (люблю, коплю, ловлю, графлю, кормлю), хотя возможны и редкие исключения (к голубю). После шипящих ж, ш, ч, щ, гортанных г, к, х, а также после ц не используется. После з, с, д, т также имеются некие исторически обусловленные ограничения, позволяющие ставить ю после этих согласных в окончаниях существительных (князю, карасю, гвоздю, гостю), но не в глаголах (формы слямзю, сляпсю, бдю, постю являются просторечными, а в литературном языке должно быть изменение согласных, как в скольжу, вакшу, снабжу, пощусь). Исключения из описанных выше правил относятся к заимствованиям (бюст, бюгель, пюпитр, дежавю, курфюрст, мюрид; жюри, брошюра, парашют, Чюрлёнис; гюрза, кювет, Хюэ; Цюрих и тому подобные), большинство из которых — иноязычные имена и названия.
В украинском языке, в отличие от русского, вполне обычно мягкое сочетание цю: Цюрупа, пацюк, цюкати, цюрком, по пальцю и другие.
В орфографии синодального извода церковнославянского языка буква ю после согласных встречается только после л, н, р и (редко) после д, т, з, с, хотя в старом московском (а ныне старообрядческом) изводе церковнославянского языка активно использовалась после мягких шипящих: чюдо, чюти (чуять), ѿвращю и тому подобные.
Зеркальная ꙕ встречается в словах Григория Богослова XI века, псалтырях и евангелиях XIII века, рукописях XIV века, апостоле XV века болгарского письма и некоторых других литературных памятниках.
1. ↑  Большая российская энциклопедия : [в 35 т.] / гл. ред. Ю. С. Осипов. — М. : Большая российская энциклопедия, 2004—2017.
2. ↑  Карский, 1928, 1979 (факс.), с. 205—206.
3. ↑  Карский, Е. Ф. Славянская кирилловская палеография. — Наука, 1979. — P. 205—206.